# Jack'd
Jack'd（戏称：接客帝）是一個供男同志使用的跨平台社交軟體，屬於地理位置服務社交網路服務。与Jack'd功能相接近的软件有Grindr。由于中国同志社区的影响，该软件在中国的影响力比Grindr大。

## 介绍
Jack'd为“jacked”的缩略，发音是/jackt，而非/jack-dee。
Jack'd的使用条款禁止用户上传任何全裸或非法的图片，并且一台设备最多只能关联一个Jack'd账号。用户需年满18周岁或以上才可以注册。一般情况下，超过三个月没有登入的账户将会被删除。
软件通过GPS或基站定位，可以查询到同时使用软件，或者曾经在附近定位过的其他用户。不过，中国政府禁止在大陆正规渠道销售的带有Google的框架服务的设备，所以国行手机需要安装Google框架后才可以正常使用Jack'd。
Jack'd的图片服务器被中国移动（不含香港）封锁，如果在不“翻墙”的情况下使用该ISP开启软件的话将无法显示所有用户的头像及照片。